# پدروسا
پدروسا (پرتغالی: Pedrosa; ۸ ژوئیهٔ ۱۹۱۳ – ۶ ژانویهٔ ۱۹۵۴) بازیکن فوتبال اهل برزیل بود.
از باشگاه‌هایی که در آن بازی کرده‌است می‌توان به باشگاه فوتبال سائو پائولو و باشگاه فوتبال بوتافوگو اشاره کرد.
وی همچنین در تیم ملی فوتبال برزیل بازی کرده‌است.